# 七里塘乡
七里塘乡，是中华人民共和国安徽省滁州市定远县下辖的一个乡镇级行政单位。

## 行政区划
七里塘乡下辖以下地区：
七里塘村、四家刘村、草安村、仁巷村、孙集村、前黄村、大秦村、韩圩村和马厂湖农场。